# Scopula consimilata
Scopula consimilata är en fjärilsart som beskrevs av W. Warren 1896. Scopula consimilata ingår i släktet Scopula och familjen mätare. Inga underarter finns listade.